# Pove del Grappa
Pove del Grappa ist eine nordostitalienische Gemeinde (comune) mit 3153 Einwohnern (Stand 31. Dezember 2023) in der Provinz Vicenza in Venetien. Die Gemeinde liegt etwa 46 Kilometer nordnordöstlich von Vicenza, gehört zur Comunità Montana del Grappa und grenzt unmittelbar an die Provinz Treviso. Die Brenta begrenzt Pove del Grappa im Westen.

## Geschichte
Die Gemeinde wird erstmals 917 urkundlich erwähnt. Durch die Stadt Vicenza findet 1198 eine Befestigung statt. 

## Verkehr
Durch die Gemeinde führt die Strada Statale 47 della Valsugana von Padua nach Trient. Der Bahnhof an der Bahnstrecke Trient–Venedig wurde 2010 geschlossen.